# Anita Durante
Pour les articles homonymes, voir Durante.
Anita Durante, née Anita Bianchi à  Rome le 28 septembre 1897 et morte dans cette même ville le 2 mai 1994, est une actrice italienne.

## Biographie
Anita Durante née Anita Bianchi à Rome dans une famille humble, après avoir joué dans une compagnie théâtrale dramatique pendant plusieurs années, fait ses débuts officiels sur scène en 1919, dans Romani d' Roma d'Ettore Petrolini.  Mariée à l'acteur Checco Durante, elle est restée avec la compagnie de scène de Petrolini pendant neuf ans, puis elle a formé une compagnie avec son mari. Elle est aussi active au cinéma jusqu'en 1992. Elle est décédée à Rome en 1994, âgée de 96 ans, après une chute accidentelle du balcon  en nettoyant les fenêtres de sa maison,,.

## Filmographie partielle
- 1941 : Scampolo de Nunzio Malasomma
- 1943 : Le Diamant mystérieux (titre original : italien : L'ultima carrozzella, littéralement « le dernier coche ») de Mario Mattoli
- 1946 : Au diable la richesse (titre original : italien : Abbasso la ricchezza! de Gennaro Righelli
- 1950 : Le due sorelle  littéralement « les deux sœurs » de Mario Volpe
- 1951 : Le Péché d'une mère (Core 'ngrato) de  Guido Brignone
- 1952 : Viva il cinema! de Giorgio Baldaccini et Enzo Trapani
- 1953 : Se vincessi cento milioni de Carlo Campogalliani et Carlo Moscovini
- 1954 : 
  - Orient-Express de Carlo Ludovico Bragaglia
  - Les Enfants de la violence (Guai ai vinti) de  Raffaello Matarazzo
  - Un Américain à Rome (Un americano a Roma) de Steno
  - Le Voiturier du Mont-Cenis (titre original : italien : Il vetturale del Moncenisio) de Guido Brignone
- 1955 :
  - Cette folle jeunesse ou Histoires romaines (titre original : italien : Racconti romani) de Gianni Franciolini
  - Bataille devant Tobrouk  (titre original : italien : Il prezzo della gloria) d'Antonio Musu
  - Le Signe de Vénus (titre original : italien : Il segno di Venere) de Dino Risi
  - L'Enfant de la rue (Cortile) d'Antonio Petrucci
- 1956 : Le Bigame (titre original : italien : Il bigamo) de Luciano Emmer
- 1958 : Voleur et Voleuse (Ladro lui, ladra lei) de Luigi Zampa
- 1959 : Polycarpe, maître calligraphe (italien : Policarpo, ufficiale di scrittura) de Mario Soldati
- 1963 : La Mer à boire (titre original :italien : Mare matto) de Renato Castellani
- 1971 : Les Gouapes (Er più: storia d'amore e di coltello) de Sergio Corbucci
- 1980 : Je hais les blondes (titre original : italien : Odio le bionde) de Giorgio Capitani
- 1982 : Il conte Tacchia de Sergio Corbucci